# サブラクセーション
サブラクセーション（subluxation）とは、カイロプラクティックにおいて関節面の接触が保たれつつ、運動分節の配列、動きの一貫性さらには生理学的機能が変化している状態を指す。英語ではsubluxationと綴るが、これは医学的な直訳の意味である亜脱臼とは異なり、カイロプラクティック独特の用語である。一般に医学的な脱臼はdislocation、Joint dislocationと呼ばれることが多い。
神経、筋肉、人体、血管および結合組織の複雑な作用によって起こる運動分節機能異常の理論を「複合サブラクセーション」という。またこれらの病理学的もしくは機能異常的な徴候や症状を一まとまりに、「サブラクセーション症候群」と呼ぶ。
まだ科学がそれほど発展していなかった20世紀初頭のカイロプラクターの間では、「サブラクセーションは、一つの椎骨が上下の関係において正常な位置より変位しているために神経圧迫を起こし、脳からの神経エネルギーの伝達を妨害し病気が起こる」と考えられていた。現在の研究では神経圧迫論よりも体性体性反射、体性内臓反射、内臓体性反射など反射を基軸とした生理学的な解明が進んでいる。
2010年、イギリスのGCC（General Chiropractic Council）の出したレポート
によると、イギリスでは事実上サブラクセーションという概念は無くなり、記録を取る時および実際に保険会社に請求する時にはサブラクセーションという言葉を使用することができなくなった。記述する時には歴史上の言葉として使う以外は認められなくなったとされている。GCCがこの結論に至ったのはAn epidemiological examination of the subluxation construct using Hill’s criteria of causationというレポートの影響が大きいと言われている。